# CUP Vilnius

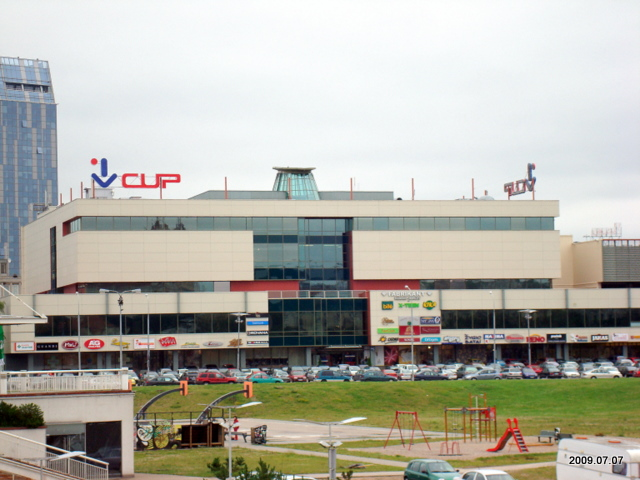
2009

CUP Vilnius (Centrinė universalinė parduotuvė, in het Nederlands "Centraal Warenhuis") was een warenhuis in de Litouwse hoofdstad Vilnius. Het werd opgericht in de Sovjettijd. Begin jaren 2000 is het warenhuis gesloten en omgebouwd tot een winkelcentrum dat dezelfde naam draagt als het warenhuis. 

## Geschiedenis
Het warenhuis werd in 1973 gebouwd naar een ontwerp van de architecten Zigmantas Liandzbergis, Vytautas Vielius en Česlovas Gerliakas en werd geopend in het voorjaar van 1974. Nadat Litouwen onafhankelijk werd, nam het belang van warenhuizen af en werden warenhuizen vaak omgebouwd tot winkelcentra.
In 2003 werd het voormalige warenhuis heropend als winkelcentrum na een renovatie en uitbreiding naar een ontwerp van Leonidas Merkinas. De verkoopvloeroppervlakte werd hierbij bijna verdubbeld van 8.700 m² naar 16.500 m².
Op 21 september 1992 werd het bedrijf geregistreerd als Vilniaus centrinė universalinė parduotuvė. Daarna werd het AB VCUP en in 2018 UAB PREKYBOS CENTRAS VCUP. Het bedrijf opereert sinds februari 2019 onder de naam UAB “Prosperitas Baltica”.

## Locatie en voorzieningen
CUP Vilnius ligt in de wijk Šnipškės, vlak bij de stad Vilnius, op de rechteroever van de Neris, vlak bij het Radisson Blu Hotel Lietuva. De oppervlakte van het winkelcentrum bedraagt 27.000 m². Er zijn zo'n 180 winkels en restaurants. 